# The Leading Lady (film 1913)
The Leading Lady è un cortometraggio muto del 1913 scritto e diretto da Ned Finley che ne è anche interprete insieme a Earle Williams e a Edith Storey.

## Produzione
Il film fu prodotto dalla Vitagraph Company of America.

## Distribuzione
Distribuito dalla General Film Company, il film - un cortometraggio in una bobina - uscì nelle sale cinematografiche statunitensi il 24 novembre 1913.